# Stefan Weber (musicien)
Pour les articles homonymes, voir Stefan Weber (homonymie) et Weber.

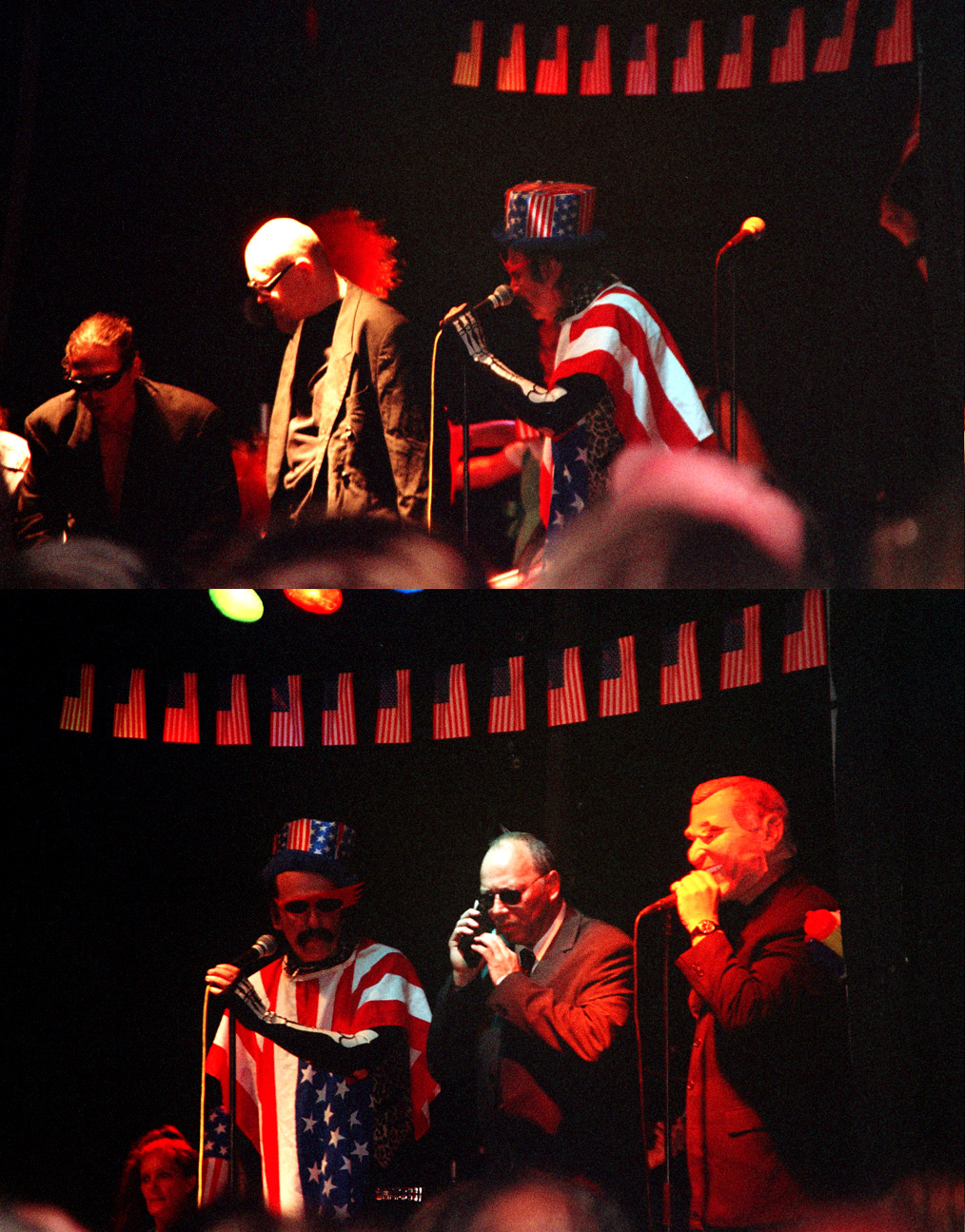
Stefan Weber (avec chapeau) et des membres de Drahdiwaberl en 2006 se produisant lors de manifestations lorsque George W. Bush, président des États-Unis, s'est rendu à Vienne.

Stefan Weber, né le 8 novembre 1946 à Vienne et mort le 7 juin 2018, est un professeur autrichien d'art, un chanteur, un maître de chapelle du groupe viennois Drahdiwaberl et un acteur.

## Biographie
Stefan Weber fonde le groupe en 1969 à la suite des événements de 1968. Drahdiwaberl est tristement célèbre pour ses spectacles scéniques élaborés qui comprennent souvent des éléments bizarres et, comme certains le prétendent, dégoûtants. Par exemple, en 2003, Weber est accusé de possession illégale d'armes à feu après avoir utilisé un pistolet sur scène. Ils ont également présenté du matériel très controversé, comme la chanson Ganz Wien (ist heut' auf Heroin) (Tout Vienne (est accro à  l'héroïne d'aujourd'hui)), qui a ensuite été interdit par les autorités.
Leur seul hit en Autriche est la chanson Lonely produite avec Lukas Resetarits qui atteint la quatrième place dans le classement officiel hebdomadaire des singles en Autriche. En 1985, le groupe réussi à revenir dans les charts autrichiens avec la chanson Mulatschag. En raison de son succès modéré, il est l'un des derniers singles sortis jusqu'à présent.
Les trois albums Psychoterror, MC Ronalds Massaker et Werwolfromantik culminent dans le Top-Ten autrichien et chaque album s'est vendu à plus de 30 000 exemplaires. Psychoterror est certifié disque d'or en Autriche.
En tant qu'ancien professeur d'école secondaire, Stefan Weber a le talent naturel de plaire aux gens. Parmi ses fans les plus dévoués, figurent ceux en fin d'adolescence et du début de la vingtaine. Au début de sa carrière, Falco jouait de la basse pour Drahdiwaberl. Après son départ en 1983, lui et le groupe ont produit le single Die Galeere.
Depuis de nombreuses années, Drahdiwaberl annonce régulièrement son dernier concert.
Stefan Weber meurt le 7 juin 2018 à l'âge de 71 ans, à la suite d'une maladie de Parkinson.

## Discographie de Drahdiwaberl
Albums
| Année | Album                                         | Autriche |
| ----- | --------------------------------------------- | -------- |
| 1979  | Wiener Blutrausch                             | -        |
| 1981  | Psychoterror                                  | 8        |
| 1982  | MC Ronald Massaker                            | 3        |
| 1983  | Werwolfromantik                               | 7        |
| 1984  | Wer hat hier Pfui geschrien? (Live)           | -        |
| 1986  | Jeannys Rache                                 | 11       |
| 1989  | Das letzte Konzert                            | -        |
| 1991  | The Worst of Drahdiwaberl (compilation)       | -        |
| 1995  | Sperminator                                   | 40       |
| 1996  | Die größten Hits - Drahdiwaberl (compilation) | -        |
| 1997  | Die letzte Ölung                              | -        |
| 1997  | Oh! Jésus! (compilation)                      | -        |
| 2000  | Torte statt Worte                             | -        |
| 2004  | Sitzpinkler                                   | -        |
| 2005  | Austropop Kult - Drahdiwaberl (compilation)   | -        |

Singles
| Année | Chanson                                    | Autriche |
| ----- | ------------------------------------------ | -------- |
| 1981  | Lodenfreak                                 | -        |
| 1982  | Heavy Metal Holocaust                      | -        |
| 1982  | Supersheriff                               | -        |
| 1983  | Lonely (avec Lukas Resetarits (en))        | 1        |
| 1983  | Plöschberger                               | -        |
| 1983  | Die Galeere (avec Falco)                   | -        |
| 1985  | Mulatschag                                 | 28       |
| 1988  | Greif hier nicht son (avec Dana Gillespie) | -        |

## Filmographie
- 1982 : Kottan ermittelt – Die Entführung, de Peter Patzak
- 1996 : Kaisermühlen Blues – Voll daneben, de Harald Sicheritz
- 1997 : Kaisermühlen Blues – Ein Stern wird geboren, de Harald Sicheritz
- 1997 : In Schwimmen-Zwei-Vögel, de Kurt Palm (de)
- 2000 : Trautmann – Wer heikel ist, bleibt übrig, de Harald Sicheritz
- 2001 : Rex, chien flic – Strahlen der Rache, de Christian Görlitz (en)
- 2003 : Julia – Eine ungewöhnliche Frau – Mohn Amour, de Holger Barthel (de)
- 2007 : C.S.EI Meidling – Special Agent Dreams, de Harald Huto
- 2008 : C.S.EI Meidling – Saving the Planet, de Harald Huto
- 2009 : Faust, de Philip Hochhauser
- 2010 : Drahdipanka, de Harald Huto